# Kibana (software)
Kibana je otevřený software pro vizualizaci dat ve webovém prohlížeči. Byl napsán pro vizualizaci dat z vyhledávacího stroje Elasticsearch a spolu s ním a s nástrojem Logstash tvoří trojici zvanou Elastic Stack (dříve také ELK stack).
Kibana je napsána v JavaScriptu a uvolněna pod licencí Apache.